# Fabio Castillo
Pour les articles homonymes, voir Castillo.
Fabio Castillo (né le 19 février 1989 à Samaná en République dominicaine) est un ancien lanceur droitier de la Ligue majeure de baseball.

## Carrière
Fabio Castillo signe son premier contrat professionnel en juillet 2005 avec les Rangers du Texas. Il joue en ligues mineures avec des clubs affiliés aux Rangers de 2006 à 2012. En 2012, il atteint le niveau Triple-A, échelon le plus élevé des ligues mineures. Au cours des saisons suivantes, Castillo alterne entre les clubs-écoles de niveaux Double-A et Triple-A des Giants de San Francisco (2013), des Orioles de Baltimore (2014), des Reds de Cincinnati (2014) et des Padres de San Diego (2016). Aucune équipe de la Ligue majeure de baseball ne lui offre de contrat en 2015 et il joue en Ligue mexicaine avec les Vaqueros Laguna. 
Après avoir été libéré par San Diego en cours de saison 2016, il rejoint les Hanwha Eagles de la KBO en Corée du Sud. Cet exil n'est pas couronné de succès puisqu'en 20 matchs, dont 15 comme lanceur partant, sa moyenne de points mérités pour les Eagles s'élève à 6,64. 
Dans les ligues mineures de 2008 à 2016, et avant son départ pour la KBO, Castillo est surtout lanceur de relève. Lorsque les Dodgers de Los Angeles lui offrent un contrat et l'assignent à leur club-école d'Oklahoma City en 2017, ils le font surtout jouer comme lanceur partant.
Fabio Castillo fait ses débuts dans le baseball majeur comme lanceur de relève pour les Dodgers de Los Angeles le 2 septembre 2017 face aux Padres de San Diego.